# Трусколяси-Нівисько
Трусколяси-Нівисько (пол. Truskolasy-Niwisko) — село в Польщі, у гміні Соколи Високомазовецького повіту Підляського воєводства.
Населення — 66 осіб (2011).
У 1975-1998 роках село належало до Ломжинського воєводства.

## Демографія
Демографічна структура станом на 31 березня 2011 року:
|          | Загалом | Допрацездатний вік | Працездатний вік | Постпрацездатний вік |
| -------- | ------- | ------------------ | ---------------- | -------------------- |
| Чоловіки | 29      | 8                  | 14               | 7                    |
| Жінки    | 37      | 10                 | 12               | 15                   |
| Разом    | 66      | 18                 | 26               | 22                   |